# The Grange

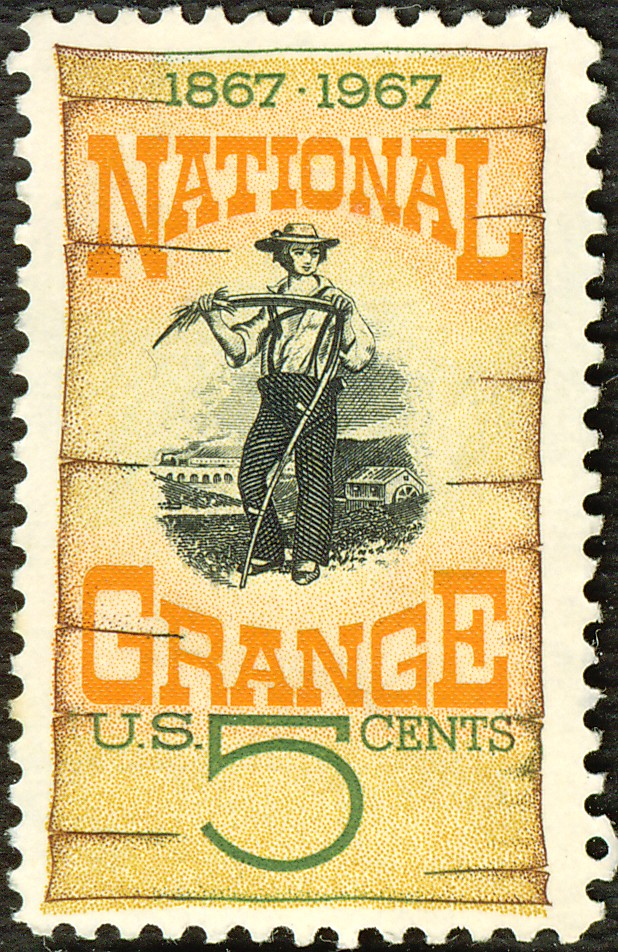
Sello postal de Estados Unidos conmemorando el centenario de la fundación de The National Grange

The National Grange of the Order of Patrons of Husbandry (‘La Granja Nacional de la Orden de los Patrones de la Agricultura’), más conocida por el nombre abreviado de The Grange, fue una organización campesina de Estados Unidos de América fundada en 1867 por Oliver H. Kelley, un agricultor de Minnesota, con la finalidad de agrupar especialmente a los granjeros del sur y del oeste del país que estaban comenzando a vivir una difícil situación económica nada más acabada la guerra civil.

## Historia
Inicialmente fue un movimiento social y educativo que prendía luchar contra el aislamiento de los agricultores, pero pronto comenzó a promover cooperativas de consumo y distribución para eliminar a los intermediarios en la comercialización de los productos agrarios, aunque la mayoría de estas cooperativas fracasaron por la falta de experiencia en la gestión de las mismas, la hostilidad de las cooperativas ya establecidas y por la falta de apoyos entre el propio campesinado.
A principios de la década de 1870 aumentó su afiliación a causa de la depresión agraria que vivió el país ―en 1875 ya contaba con 21.000 filiales y 80.000 afiliados― y fue precisamente en esos años cuando participó en política a través de los llamados «terceros partidos independientes» con el objetivo principal de conseguir que los Estados, especialmente los del medio-oeste donde la organización estaba más implantada, regularan las tarifas del ferrocarril y de los silos de almacenamiento del grano. Además en cinco Estados llegaron a presentar leyes que pretendían la regulación de la propiedad cuando esta fuera declara de interés público.
Con la vuelta a la prosperidad al final de la década de 1870 la organización fue perdiendo fuerza política y volvió a su objetivo inicial: la mejora social y educativa de los agricultores.